# Felix Bryk
Felix Bryk (21. ledna 1882, Vídeň – 13. ledna 1957, Stockholm) byl švédský antropolog, entomolog – parnassiolog a spisovatel rakouského původu.

## Biografie
Od mládí byl Felix Bryk nadšen hmyzem. Jeho otec Adolf Bryk, byl haličský právník z Kolbuszowa. Felix Bryk studoval umění na Akademii v Krakově a publikoval v roce 1906 první vědecké práce. Po ukončení studia se přesunul do Paříže a Florencie, kde se setkal se svou první ženou Aino Mäkinen. Oženil se v roce 1909. Paralelně s uměleckou prací studoval intenzivně hmyz, zejména řád Lepidoptera.
Během první světové války odešel Bryk do Švédska.
V entomologických kruzích je znám především jako významný entomolog-lepidopterolog a známý antropolog. Antropologií se zabýval při pobytu ve východní Africe v letech 1924-1926. Napsal i několik prací s touto tematikou. Zabýval se i biografií Karla Linného a napsal několik prací o jeho životě.
Na počátku druhé světové války se už rozvedený Bryk opět vrátil do Švédska a ještě v roce 1939 se oženil podruhé. Jeho manželkou se stala Ella Claudia Krusche.
Ve 40. a 50. letech 20. století pracoval ve Švédském přírodopisném muzeu.
Během svého života spolupracoval hlavně s Curtem Eisnerem, s nímž se zabýval studiem motýlů z rodu Parnassius (Parnassinae).